# Jean Marique
Jean Marique, né à Bruxelles en 1900 et décédé le 8 février 1964 dans la même ville, est un ingénieur belge. Il est l’inventeur d’un système de radiogoniomètre à lecture directe dans les années 1930 et de l'analyseur de spectre de fréquence dans les années 1950. Il a œuvré, par ses études et sa participation à diverses conférences du C.C.I.R. , à l’essor et au perfectionnement de la radio durant toute sa carrière.

## Biographie

### Carrière
Jean Marique est né à Bruxelles en 1900. Il entreprend des études d’ingénieur des mines à l’Université Libre de Bruxelles (ULB) dont il sort diplômé en 1923. Puis il obtient un grade complémentaire en technique de l’aviation en 1924.
En 1925 il entre comme jeune ingénieur au service technique de l’administration aéronautique, section T.S.F. à Bruxelles où il sera spécialement chargé des études radio-électriques. Il s’intéresse fortement aux ondes ultra-courtes de 3m à 18cm (la VHF) et leurs applications possibles dans le cadre de l’aéronautique. Il y étudie  un radiogoniomètre à lecture directe en collaboration avec Raymond Braillard qui fera l’objet de son premier brevet en 1931.
Entretemps, il complète sa formation à Paris où il obtient le grade d’ingénieur radio-électricien à l’École Supérieure de Radio Électricité en 1928. 
En 1932  il est engagé comme ingénieur de recherche à la Société Anonyme Internationale de Télégraphie sans fil  (S.A.I.T.) à Bruxelles. Il y poursuit son étude sur le goniomètre à lecture directe qu’il perfectionne et en tire un dispositif d’entrée de port par temps de brume. Il s’intéresse aux rayonnements parasites émis par les stations radio des navires. Il participe comme délégué officiel de la Belgique et du Comité international radio-maritime (C.I.R.M.) aux différentes conférences internationales et assemblées plénières du  Comité consultatif international des radiocommunications (C.C.I.R.).
Entretemps il est appelé à participer à la réorganisation de l’enseignement de la radio à l’Université de Bruxelles en 1930 avec M.Divoire.  Jean Marique se chargeait de l’enseignement relatif aux tubes électroniques (théorie, application, technique et laboratoire). Il y enseigna aussi  l’exploitation des radiocommunications. En 1951 il enseigne à l’institut aéronautique de l’Université de Bruxelles.
Après la Deuxième Guerre mondiale, en 1946,  il fonde avec plusieurs personnalités belges du monde de la radio tant du secteur de l’administration publique que du secteur privé et avec l’approbation du Ministre des communications, le Centre de Contrôle des Radiocommunications des services Mobiles (C.C.R.M.) Il en devient le secrétaire général – directeur. 
En fin de carrière il supervise une étude faite au C.C.R.M. par Marcel Labay sur les brouillages FM-AM. « les brouillages des récepteurs FM par les émissions de stations mobiles AM et FM en ondes métriques ». Cette étude renverse pas mal de notions théoriques de l’époque et a une portée mondiale ; elle fait l’objet de discussions à la réunion plénière du C.C.I.R. à Genève en janvier-février 1963.
Jean Marique décède le 8 février 1964 alors qu’il faisait construire de nouveaux locaux plus grands pour le C.C.R.M. dont il était toujours secrétaire général et directeur. 
Le centre de monitoring du C.C.R.M. à Ophain (Belgique) porte son nom : ‘Centre Jean Marique’.

### Fonctions
- Membre fondateur et Président (1953-1956) de la SITEL.
- Membre du conseil de la société(française) des radioélectriciens. (1953-1955)
- Membre de l'Institute of Radio Engineers (IRE) depuis 1946 (membre n°32017) jusqu’en 1960 lorsqu’il donne sa démission en désaccord avec la politique des États-Unis d’Amérique concernant le Congo ex-Belge.
- Vice-président du comité belge de l’Union radio-scientifique internationale (URSI) en 1958 et président en 1961.
- Dean of honour of the scientific work for the year 1957-1961.
- Chef du centre scientifique du C. I. R. M (Comite international radio-maritime) Bruxelles (1932 -1938).

### Délégué officiel de la Belgique
Jean Marique fut le délégué officiel de la Belgique à de nombreuses conférences conférences de radiocommunication internationales entre 1932 et 1956 : 
- aux conférences internationales des radiocommunications de Madrid (1932) , Le Caire (1938), Atlantic City (1947) et Genève (1959) ;
- à la conférence européenne des radiocommunications de Lucerne (1933);
- aux réunions et assemblées plénières du CCIR à La Haye (1929), Copenhague (1931), Lisbonne (1934), Bucarest (1937), Stockholm (1948), Genève (1951) et Londres (1953);
- à la convention Safety of Life at Sea (SOLAS) à Londres (1948);
- à la conférence de Londres sur l’emploi du radar et autres équipements radio dans la navigation maritime (mai 1946);
- au CCIR à La Haye en avril 1952 et 1956;
- à la Conférence internationale de la signalisation maritime à La Haye en juin 1955.

## Inventions
- Réalisation d’un radiogoniomètre à lecture directe en 1931 (brevet belge n°378.764 du 3 avril 1931, brevet USA du 13/02/1934 n°1.947.326) qu’il a construit au service technique de l’aéronautique de Belgique. La base de ses recherches a été un radiogoniomètre inventé par R.Braillard et R.Goldschmidt (brevet belge 280.389 du 21 mars 1919 et français 516.295 du 4 décembre 1920) qu’il a modifié et perfectionné permettant d’obtenir sur un écran un diagramme polaire dérivé du diagramme en huit classique. Cela a abouti au radiogonioscope (indicateur à néon) Marique-S.A.I.T. en 1938 - le « Radiogoniomètre à lecture directe instantanée » brevet 419.479 déposé le 15 janvier 1937 (brevet usa le 10/03/1936 n°2.033.723 et brevet usa le 08/04/1941 n°2.237.604).

- Dispositif d’entrée de port par temps de brume : système Marique – S.A.I.T. (1936) (brevet belge du 24/01/1935, brevet USA du 16/08/1938 n°2.127.415) .

- Étude et mise au point début des années 1950  de l'analyseur de spectre (spectrum analyser) fonctionnant dans la gamme de 0.5 – 30 kHz suivi d’une version pour les ondes métriques à modulation de fréquence  en 1955 et commercialisation par les Ateliers de Constructions Électriques de Charleroi (A.C.E.C.) en 1954 du ‘Spectroscope système Marique’. Le service aéronautique français en construit un pour ses propres besoins suivant les plans de Marique.

### Développement de l'analyseur de spectre
Jean Marique participa à la conférence internationale des radiocommunications d’Atlantic City en 1947 puis à l’assemblée plénière du C.C.I.R. de Genève en 1951. C’est lors de cette conférence et de cette assemblée que fut demandé de mettre à l’étude le plus rapidement possible des méthodes pratiques de mesure de la largeur de bande effectivement occupée par chaque émetteur dans le but de réduire, voire supprimer les brouillages préjudiciables et, à la suite du succès de la radio, de trouver de la place dans le spectre radio. À la suite de cette demande et en concordance avec la mission impartie au C.C.R.M  Jean Marique conçoit, étudie et construit un analyseur de spectre de fréquence en 1950. Plusieurs autres pays font des recherches dans le même domaine : En 1948, la ‘Laboratory division’ de la F.C.C. (Federal Communications Commission) des USA construit un premier analyseur de spectre (analyseur de spectre type B), l’Angleterre et la Hollande en proposent aussi un exemplaire de leur fabrication. Mais ces appareils sont loin de répondre à la demande du C.C.I.R. En 1951 seuls deux appareils sont présentés à l’assemblée plénière du C.C.I.R. de 1951 : Un anglais du General Post Office et le belge de Jean Marique. Le C.C.I.R. y adopte comme normes la plupart des caractéristiques de l’appareil présenté par le C.C.R.M. mais demande que ces appareils soient améliorés. En 1953, Jean Marique présente en démonstration à Londres une version perfectionnée de son analyseur de spectre de fréquence  et obtient un franc succès. La consécration vient en 1955 lorsque, à la suite d'une commission d’étude du C.C.I.R., de l’avis unanime des spécialistes après avoir comparé plusieurs appareils, l’analyseur de spectre belge s’est révélé comme étant le mieux conçu et mis au point et le mieux adapté à l’objet de l’étude. C’est donc l’appareil que Jean Marique a étudié et mis au point au C.C.R.M. qui servira de référence à tous les analyseurs de spectre futurs.

## Publications
Jean Marique a publié une bonne quantité d’articles et de conférences dans diverses revues belges, françaises, nord-américaines et anglaises: 
- Revue H.F.,
- L’onde électrique,
- Bulletin de la société belge des ingénieurs et des industriels,
- Bulletin de la société belge des électriciens,
- Journal des télécommunications publié par l’U.I.T. en avril 1939,
- Wireless engineer,
- Proceeding of the I.R.E.

Les thèmes abordés étaient principalement liés aux recherches qu’il effectuait sur le radiogoniomètre et sur l’analyseur de spectre. Mais d’autres sujets étaient abordés notamment dans le cadre de la sécurité aérienne, de la VHF (déjà en 1931) ou des perturbations radio.